# Routes E1x
Pour un article plus général, voir Route européenne.
 (octobre 2024).
Si vous disposez d'ouvrages ou d'articles de référence ou si vous connaissez des sites web de qualité traitant du thème abordé ici, merci de compléter l'article en donnant les références utiles à sa vérifiabilité et en les liant à la section « Notes et références ».
Routes européennes de type 1x[C'est-à-dire ?][style à revoir].

## Routes de classe A
| Routes E | Am.(*) | Trajet                                               | Itinéraire elbruz.org |
| -------- | ------ | ---------------------------------------------------- | --------------------- |
| E 10     | -      | Å (Norvège) - Luleå (Suède)                          | E10                   |
| E 11     | -      | Vierzon (France) - Montpellier (France)              | E11                   |
| E 12     | -      | Mo i Rana (Norvège) - Helsinki (Finlande)            | E12                   |
| E 13     | -      | Doncaster (Royaume-Uni) - Londres (Royaume-Uni)      | E13                   |
| E 14     | -      | Trondheim (Norvège) - Sundsvall (Suède)              | E14                   |
| E 15     | -      | Inverness (Royaume-Uni) - Algésiras (Espagne)        | E15                   |
| E 16     | -      | Londonderry (Royaume-Uni) - Oslo (Norvège)           | E16                   |
| E 17     | -      | Anvers (Belgique) - Beaune (France)                  | E17                   |
| E 18     | -      | Craigavon (Royaume-Uni) - Saint-Pétersbourg (Russie) | E18                   |
| E 19     | -      | Amsterdam (Pays-Bas) - Paris (France)                | E19                   |

## Routes de classe B
| Routes E | Am.(*) | Trajet                                  | Itinéraire elbruz.org |
| -------- | ------ | --------------------------------------- | --------------------- |
| E 134    | -      | Haugesund (Norvège) - Drammen (Norvège) | E134                  |
| E 136    | -      | Ålesund (Norvège) - Dombås (Norvège)    | E136                  |

## Amendement(s): extension ou modification du réseau
(Aucun)